# Idiops mossambicus
Idiops mossambicus là một loài nhện trong họ Idiopidae.
Loài này thuộc chi Idiops. Idiops mossambicus được J. Hewitt miêu tả năm 1919.